# 网络民主
網络民主（Internet democracy）常見的定義是指用網際網路及其他資訊通訊技術，「藉由網際網路上的資訊流，在不斷增加資料的過程中逐漸擴充，不斷的改變民众對公共事务的知識，也改變公民和的政治關係，以及不同社會內公民之間的政治關係」。在許多事件中，像是Facebook、Twitter、WordPress及Blogspot等社交媒體網站，都廣泛的用來宣揚民主。

## 观点
一种未经考证的说法是，时任中共中央政治局委员、广东省委书记，现任中共中央政治局常委、国务院副总理汪洋在与网民一次对话时提出了“网络民主”这一概念。部分学者及觀察人士認為網際網路讓政治變成一個廣泛而全球性的現象，讓「消費者」（公民）變成更投入的政治訊息「购物者」。不過也有許多人質疑網際網路是否可以實際促進民主。許多學者及流行觀察家認為網際網路只是提供了另一個途徑，譬如媒體大亨、跨國公司的老闆等有影响力与公共话语权的人可以影響公民政治参与，原因是因為他們「擁有」網際網路，可以影響上面的內容。网络民主不等同于现实民主，网络民主的出现是现实社会的言论空间逼仄的产物。北大法学院教授贺卫方认为，“中国当下的公众参与存在一种网络依赖症，没有哪个西方国家的互联网承载了这么大的显示民意的功能”。
一些学者認為在美國引入眾議院提出的H.R. 3261禁止网络盗版法案後，一定程度上打压了网络民主。一位赫芬顿邮报的貢獻者指出包括維持言論自由在內，最好促進民主的方式就是對抗禁止网络盗版法案。許多人抗議禁止网络盗版法案的提出，其中也包括一些主要的媒體，而維基百科在2012年1月18日用一個黑屏的網頁首頁抗議該法案，最後該法案被無限期的擱置。印度在2011年底也有類似的情形，印度的通訊及資訊科技部長Kapil Sibal認為一些冒犯性的內容在放上網際網路之前，可以先預先篩選，沒有規劃補救的機制。不過較晚的新聞引述Sibal的言論，認為使用網際網路不需受到這類的限制。
一些中国体制内学者认为，网络民主不能等同于现实民主，网络民主的出现不应当成为社会的常态，应当成为常态的是整个上层建筑和社会管理机构民主机制的建立。他们认为网络民主需要规范化运作，一方面要纳入法律轨道，另一方面也要顺应普世价值。汪洋认为网络民主要以保证人民的知情權、参与权、表达权和监督权为宗旨，不能采用封闭的视野、僵化的思维和单纯强制的管理方式。